# 泰庫奇河
泰庫奇河（烏克蘭語：Текуч），是烏克蘭的河流，位於該國東部，屬於熱雷貝茨河的支流，發源自赫雷基夫卡，流經盧甘斯克州，河道全長12公里，流域面積45平方公里。